# Heinkel He 170
Heinkel He 170 – niemiecki samolot rozpoznawczy  z okresu II wojny światowej, użytkowany przez lotnictwo węgierskie.

## Historia
W 1936 roku dowództwo lotnictwa węgierskiego zainteresowało się produkowanym w wytwórni Ernst Heinkel-Flugzeugwerke A.G. samolotem Heinkel He 70. W związku z tym zwróciło się do wytwórni o dostosowaniu konstrukcji samolotu Heinkel He 70 do silnika gwiazdowego. Miał to być produkowany w węgierskiej wytwórni Manfred Weiss Flugzeug und Motorenfabrik w Budapeszcie silnik oznaczony WM-K-14. Był to francuski silnik Gnôme-Rhône 14K Mistral – Major budowany na licencji na Węgrzech. Wytwórnia Ernst Heinkel-Flugzeugwerke A.G. uwzględniając węgierską propozycję, zbudowała w 1936 roku odmianę samolotu oznaczoną jako He  70F-3 napędzaną silnikiem Gnôme-Rhône 14K Mistral – Major, która otrzymała nowe oznaczenie Heinkel He 170V-1. Samolot ten stał się wzorcem do produkcji seryjnej rozpoczętej we wrześniu 1937 roku, pod oznaczeniem Heinkel He 170A. Produkcję Heinkel He 170A zakończono w lutym 1938 roku, zbudowano ich łącznie 18 sztuk.

## Użycie w lotnictwie
Samoloty Heinkel He 170A były od jesieni 1937 roku systematycznie dostarczane do lotnictwa węgierskiego. Z samolotów tych utworzono w Mátyásföld koło Budapesztu grupę dalekiego rozpoznania złożoną z 2 eskadr po 9 samolotów każda. Eskadry te na początku 1939 roku przeniesiono do Kecskemét, skąd He 170A latem 1940 przeprowadziły szereg lotów rozpoznawczych nad Rumunią, fotografując jej terytorium. W listopadzie 1940 roku eskadry przebazowano do Budaörs koło Budapesztu. Od kwietnia 1941 roku prowadziły one loty rozpoznawcze nad Jugosławią, a od 26 czerwca 1941 roku prowadziły systematyczne loty nad terytorium ZSRR, fotografując linię frontu w rejonie Sambora, Gródka, Lwowa, Brodów, Tarnopola, Czortkowa, Kamieńca Podolskiego. Samoloty Heinkel He 170A stosowano do rozpoznania do 1942 roku, potem zostały wycofane z eskadr rozpoznawczych i skierowane do szkolenia oraz wykonywania lotów łącznikowych.

## Konstrukcja
He 170A był trzymiejscowym samolotem rozpoznawczym, dolnopłatem o konstrukcji metalowej. Podwozie klasyczne – chowane w locie. Napęd – 1 silnik gwiazdowy 14-cylindrowy WM-K-14. Śmigło trzyłopatowe, metalowe. Samolot był podobny do maszyny Heinkel He 70, ze zmienionym nieco przodem kadłuba, ponieważ na łożu mieścił silnik gwiazdowy, starannie oprofilowany osłonami z blachy duraluminiowej. Za silnikiem w kadłubie znajdowała się zakryta kabina pilota z przyrządami sterowniczymi i pokładowymi, dalej była kabina nawigatora będącego równocześnie operatorem kamery fotograficznej oraz radiotelegrafisty, który obsługiwał także ruchome karabiny maszynowe. Za kabinami załogi kadłub zwężał się stożkowo. Na jego końcu zamontowano pojedyncze usterzenie klasyczne. Do dolnej części kadłuba za silnikiem zamocowane były skrzydła. W skrzydłach między dźwigarami znajdowały się zbiorniki paliwa. Do skrzydła wciągano w locie golenie i koła podwozia głównego.